# Октябрьский (Заволжский район)
Октябрьский — опустевшее село в Заволжском районе Ивановской области. Входит в состав Сосневского сельского поселения.

## География
Находится в северной части Ивановской области на расстоянии приблизительно 22 км на восток-северо-восток по прямой от районного центра города Заволжск у речки Шача.

## История
Населенный пункт возник в советское время как поселок лесозаготовителей. В начале XXI века приобрел статус села, к 2011 году опустел.

## Население
Постоянное население составляло 109 человек в 2002 году (русские 98 %), 2 в 2010.